# (6243) Yoder
(6243) Yoder (1990 OT3) – planetoida z grupy pasa głównego asteroid okrążająca Słońce w ciągu 3,27 lat w średniej odległości 2,2 j.a. Odkryta 27 lipca 1990 roku.